# Magdalena Yodocono de Porfirio Díaz
Magdalena Yodocono de Porfirio Díaz là một đô thị thuộc bang Oaxaca, México. Năm 2005, dân số của đô thị này là 1195 người.